# FSME-Impfstoff
Ein FSME-Impfstoff ist ein Impfstoff gegen das Frühsommer-Meningoenzephalitis-Virus.

## Eigenschaften
FSME-Impfstoffe bestehen aus Formalin-inaktivierten FSME-Viren, die auf CEF-Zellen kultiviert wurden. In einer Dosis FSME-IMMUN für Erwachsene (ab 16 Jahren) sind 2,4 μg Antigen enthalten, bei Encepur 1,5 μg (ab 12 Jahren), bei Kindern jeweils die Hälfte. Die in beiden Impfstoffen enthaltenen Viren basieren auf dem europäischen Subtyp (TBEV-Eu); hierbei stammen Impfviren bei FSME-IMMUN vom Impfstamm Neudörfl, die bei Encepur vom Stamm K23 (K steht hierbei für „Karlsruhe“). Die Impfstoffe wirken gegen drei Subtypen des FSME-Virus (europäischer, sibirischer und fernöstlicher Subtyp).
Die Antigene der Impfstoffe sind am Adjuvans Aluminiumhydroxid absorbiert. Zudem enthalten sie Stabilisatoren und Konservierungsmittel wie Humanalbumin, Spuren von Saccharose, Protaminsulfat, Formaldehyd, Gentamicin und Neomycin (FSME-IMMUN) bzw. Saccharose, Spuren von Formaldehyd, Chlortetracyclin, Gentamicin und Neomycin (Encepur).
FSME-IMMUN und Encepur gelten als gleichwertig und austauschbar, im Bedarfsfall kann zwischen ihnen gewechselt werden. Ob eine der beiden Impfstoffe einen besseren protektiven Langzeittiter aufrechterhalten kann, bleibt Gegenstand der Untersuchung.
In Russland sind ferner drei Impfstoffe in Verwendung: TBE-Moscow (bzw. TBE vaccine Moscow), Tick-E-Vac (auch Klesch-E-Vac) sowie EnceVir. Alle basieren auf den fernöstlichen FSME-Subtyp (TBEV-FE), die ersten beiden auf den Sofjin-Impfstamm, letzterer auf Impfstamm Nr. 205.
Im Norden Chinas wird ein weiterer Impfstoff eingesetzt, der auf den Senzhang-Impfstamm (TBEV-FE) basiert.

### „Zecken-Impfung“
Umgangssprachlich wird der Impfstoff teilweise auch ungenau als „Zecken-Impfung“ bezeichnet, da das FSME-Virus insbesondere durch die Zeckenart Gemeiner Holzbock übertragen wird. Die Bezeichnung ist aber irreführend, da die Impfung weder gegen einen Zeckenstich als solchen schützt noch gegen andere, durch Zecken übertragbare Krankheiten, wie z. B. die Lyme-Borreliose. Insofern bleiben auch nach erfolgter Impfung grundsätzliche Vorsichtsmaßnahmen gegen Zeckenbisse (wie etwa das Tragen langer Hosen, Repellents oder das Absuchen des Körpers nach einem Spaziergang im hohen Gras) notwendig.

## Impfdurchführung
Die beiden in der EU zugelassenen FSME-Impfstoffe werden bei einer Erstimmunisierung dreimal intramuskulär verabreicht. Hierbei soll nach der ersten Impfung die Zweitimpfung etwa 2 bis 12 Wochen danach erfolgen, im Anschluss daran die 3. Impfung 5 bis 12 Monate.
Als Totimpfstoff ist die Immunität geringer als bei Lebendimpfstoffen, der Impfschutz ist nach Grundimmunisierung nicht lebenslang gegeben und muss daher in sogenannten Auffrischungsimpfungen erneuert werden. Die erste Auffrischungsimpfung wird in der EU nach drei Jahren empfohlen, ebenfalls von den Herstellern der beiden in der EU zugelassenen Impfstoffe. Die weiteren Auffrischungsimpfungen erfolgen in Deutschland und Österreich nach jeweils 5 Jahren bei Menschen unter 60 Jahren bzw. nach jeweils 3 Jahren bei Menschen über 60 Jahren. Die Schweiz weicht davon ab, sie empfiehlt generell 10-Jahres-Auffrischintervalle. Nach Auffassung der EKIF soll der Impfschutz länger als 3 bis 5 Jahre nach der Grundimmunisierung anhalten; dies soll auch die Akzeptanz für die Impfung erhöhen.
Neben den Standardimpfungen gibt es noch sogenannte Schnellimpfungen zur Etablierung einer Grundimmunisierung, die bei gegebener Dringlichkeit durchgeführt werden kann, beispielsweise wenn ein längerer Aufenthalt in einem Risikogebiet mit Freilandaktivitäten geplant, aber im Heimatland keine FSME-Impfung erhältlich ist. Hierbei erfolgt die Zweitimpfung bereits nach 14 Tagen (FSME-IMMUN) bzw. 7 Tagen (Encepur). Die Drittimpfung ist bei FSME-IMMUN wie bei der Standardimpfung 5–12 Monate später vorgesehen, bei Encepur weicht dieses Schema ab. Hier soll bereits 21 Tage nach der ersten Dosis die Drittimpfung erfolgen – außerdem wird eine Auffrischimpfung 12–18 Monate später empfohlen. Die übrigen Auffrischungsimpfungen folgen wieder den o. g. Schemata.
Der FSME-Impfstoff befindet sich auf der Liste der unentbehrlichen Arzneimittel der Weltgesundheitsorganisation. Eine passive Immunisierung gegen das FSME-Virus ist aufgrund erschwerter Krankheitsverläufe seit 2003 in der EU nicht mehr zugelassen. In den USA wurde am 13. August 2021 der FSME-Impfstoff von Pfizer (TICOVAC, in Europa bereits als FSME-IMMUN bekannt) zugelassen.

## Immunologie
Die inaktivierten FSME-Impfstoffe erzeugen neutralisierende Antikörper, die nach drei Impfungen 99 % der Geimpften für drei Jahre vor einer Infektion schützen; bei zwei Impfungen tritt dieser bei 98 % auf, jedoch hält dieser nur etwa ein Jahr Seropositivität ist definiert als ein ELISA-Titer von 126 VIE (Vienna) U/ml oder ein NT-Titer von 1:≥10. Ein Titer von über 125 IU/ml wird als schützend bewertet. Das Zeitintervall vor einer Auffrischungsimpfung wird nicht durch eine serologische Kontrolle der Titer bestimmt, sondern ist mit festen Zeitabständen definiert.

## Impfstoffherstellung
Die Herstellung des FSME-Impfstoffes erfolgt auf sogenannten PCEC-Zellen (primary chicken embryo cells). Dabei handelt es sich um eine primäre Zelllinie, die von embryonierten Hühnereiern ausgehend hergestellt wird. Hierzu werden die zehn bis zwölf Tage alten Eier geöffnet, der Embryo entnommen, zerkleinert und einer Trypsin-Behandlung unterworfen. In kleinen Fermentern werden die PCEC-Zellen mit dem FSME-Virus inokuliert. Nach Vermehrung des Virus sterben die PCEC-Zellen ab, der Überstand wird geerntet, es erfolgt eine Inaktivierung des Virus mit Formaldehyd. Anschließend wird eine Antigen-Reinigung mittels einer Fällungsstufe, Ultrafiltration und einem kontinuierlichen Saccharose-Gradienten durchgeführt.
Im Falle des Impfstoffes aus China wird der Impfstamm stattdessen mittels PHKC-Zellen (primary hamster kidneycells) produziert; es ist eine primäre Zelllinie aus Nierenzelle des Hamsters.
Als Stabilisatoren werden Humanalbumin und/oder Saccharose eingesetzt.

## Nebenwirkungen
Häufige Nebenwirkungen umfassen 1–4 Tage vor allem nach der ersten Teilimpfung Schmerzen an der Einstichstelle (45 %), Temperaturerhöhung (5–6 %), Kopfschmerzen, Mattigkeit, Unwohlsein, Magen-Darm-Beschwerden, Gelenk- und Gliederschmerzen.
Schwerwiegende oder lebensbedrohliche Nebenwirkungen wurden nicht beschrieben.

## Handelsnamen
Handelsnamen für FSME-Impfstoffe sind FSME-IMMUN (EU, Impfstamm Neudörfl), Encepur (EU, Impfstamm K23), TBE-Moscow (Russland), EnceVir (Russland). Daneben existieren niedriger dosierte Impfstoffe für Kinder wie FSME-IMMUN Junior und Encepur Children (bzw. Encepur Kinder).

## Entwicklungsgeschichte
Nach der Erstbeschreibung der Erkrankung durch den österreichischen Arzt Hans (Johann) Schneider 1931 und der Isolierung des FSME-Virus 1957 durch die beiden Österreicher Hans Moritsch und Josef Krausler gelang es 1973 Christian Kunz vom Institut für Virologie der Universität Wien, den Impfstoff FSME-Immun herzustellen. Die industrielle Produktion begann 1976 das Unternehmen Immuno in Orth an der Donau, mit dem von nun an geimpft wurde, anfangs nur Forstarbeiter. In Deutschland wurde der Impfstoff 1981 zugelassen.
Ende der 1990er Jahre übernahm Baxter International, ein US-amerikanischer Pharmakonzern, die Immuno AG. Baxter brachte seinen eigenen Impfstoff namens TicoVac mit, doch fiel dieser durch häufige Nebenwirkungen (Fieber und Fieberkrämpfe bei Kindern) auf und wurde daher 2001 vom Markt genommen, woraufhin für kurze Zeit keine Impfung zur Verfügung stand.